# Scalae Caci

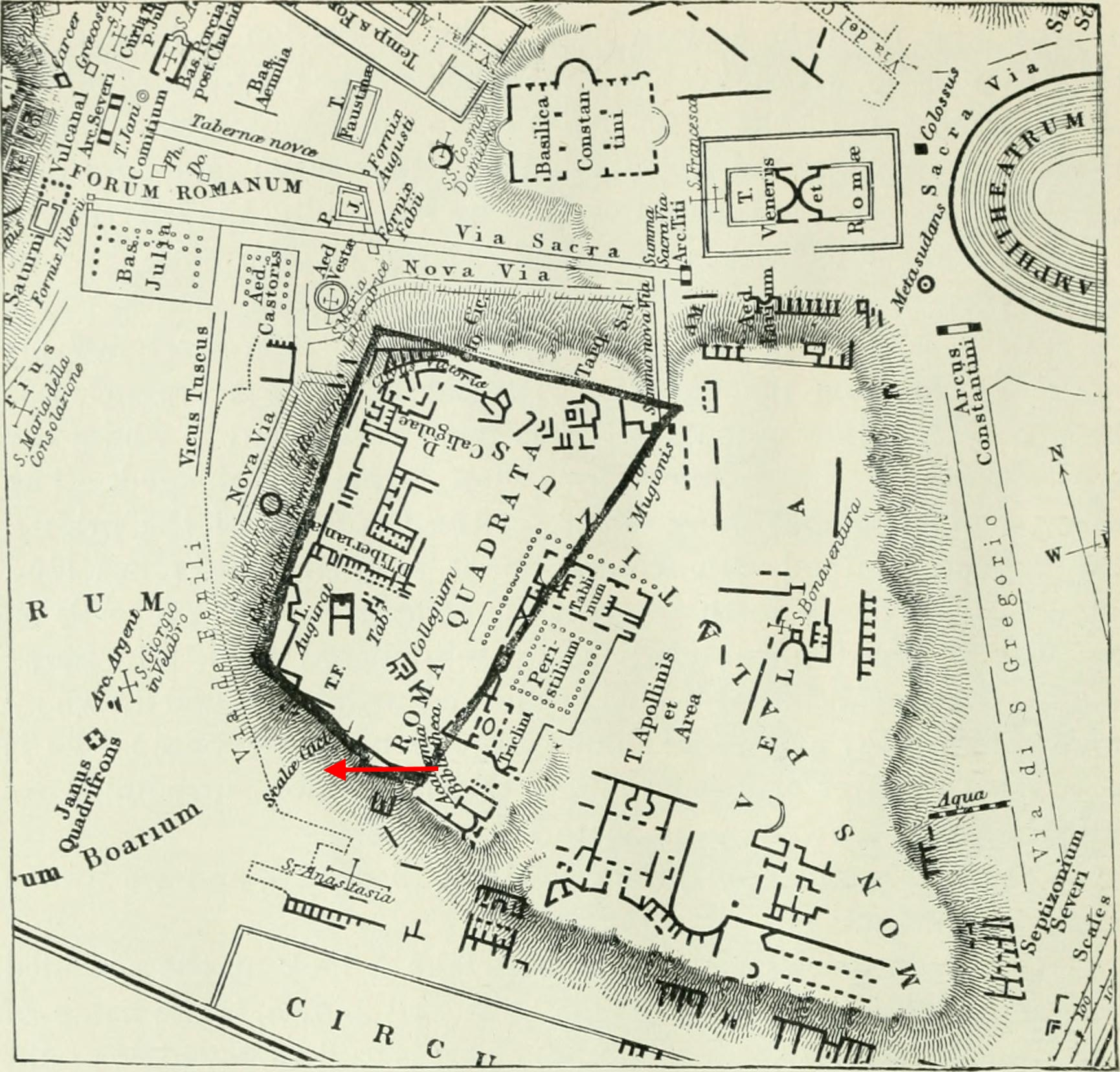
Mapa do Palatino primitivo indicando a posição da Scalae Caci.

Scalae Caci ou Escadas de Caco era uma das antigas escadarias da Roma Antiga, ligando o Germalus, o nome do pico ocidental do Palatino antes do local ser ocupado pelos palácios imperiais, com o Fórum Boário, do lado de fora da chamada Roma quadrada. O local está hoje no moderno rione Campitelli de Roma. Seu nome é uma homenagem a Caco, um gigante derrotado por Hércules.
Dela restam apenas pouquíssimos vestígios no sítio das Cabanas do Palatino num extrato arqueológico da época republicana vizinho aos restos do teatro de Cássio Longino, censor em 154 a.C.. Contam as lendas romanas que a residência de Rômulo ficava nas imediações.